# Madalena (Chaves)
Madalena ist eine Ortschaft und ehemalige Gemeinde (Freguesia) im portugiesischen Kreis (Concelho) Chaves. In ihr leben 1575 Einwohner (Stand 30. Juni 2011).
Im Zuge der Gebietsreform vom 29. September 2013 wurde sie mit der Gemeinde Samaiões zur neuen Gemeinde União das Freguesias de Madalena e Samaiões zusammengelegt. Sitz der neuen Gemeinde ist Madalena.

## Sehenswürdigkeiten

Kapelle

- Kapelle